# Кампиготи (Белуно)
Кампиготи (итал. Campigotti) је насеље у Италији у округу Белуно, региону Венето.
Према процени из 2011. у насељу је живело 22 становника. Насеље се налази на надморској висини од 772 м.